# Minikomputer

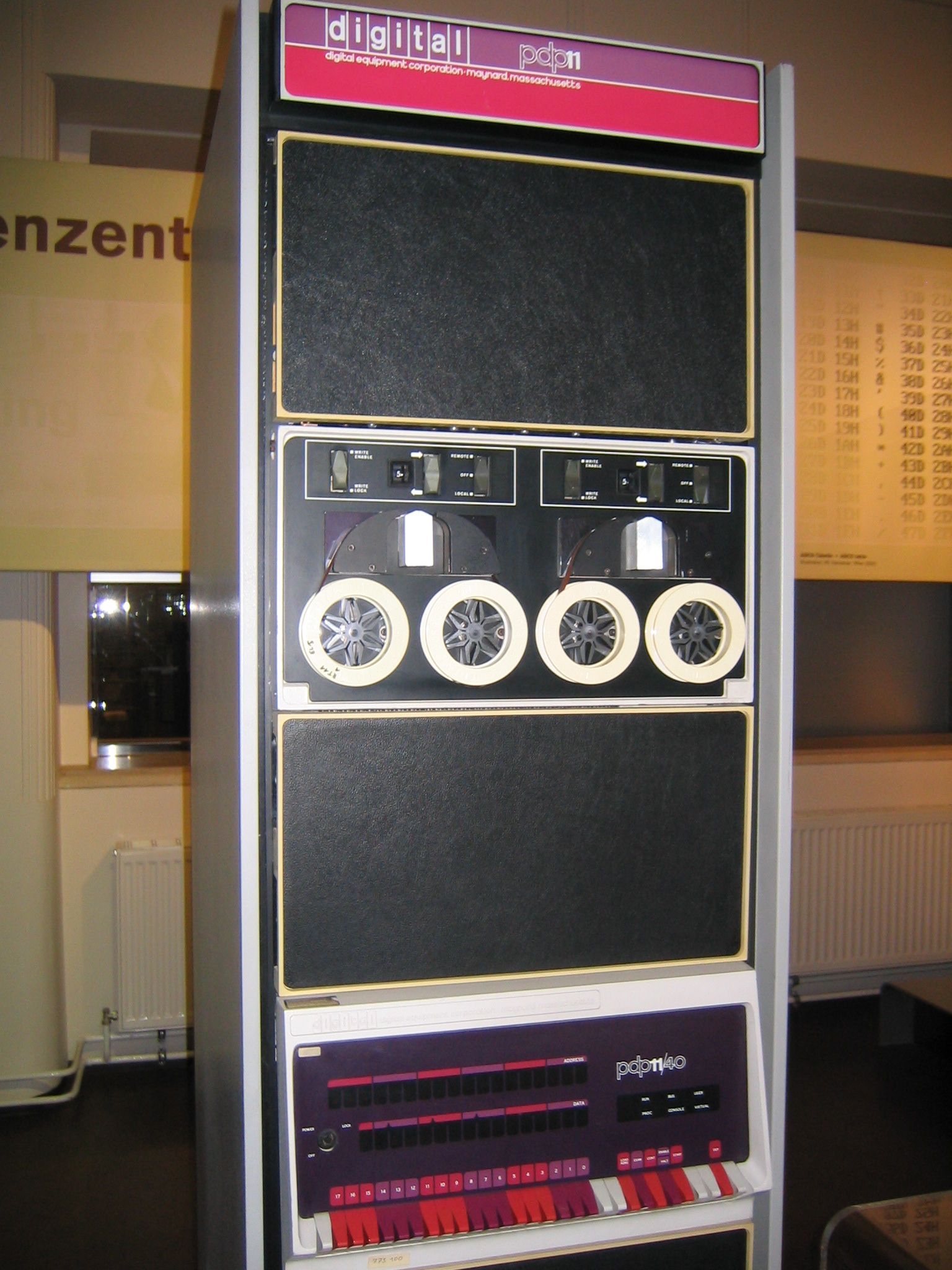
PDP-11, Minikomputer DEC PDP-11/40

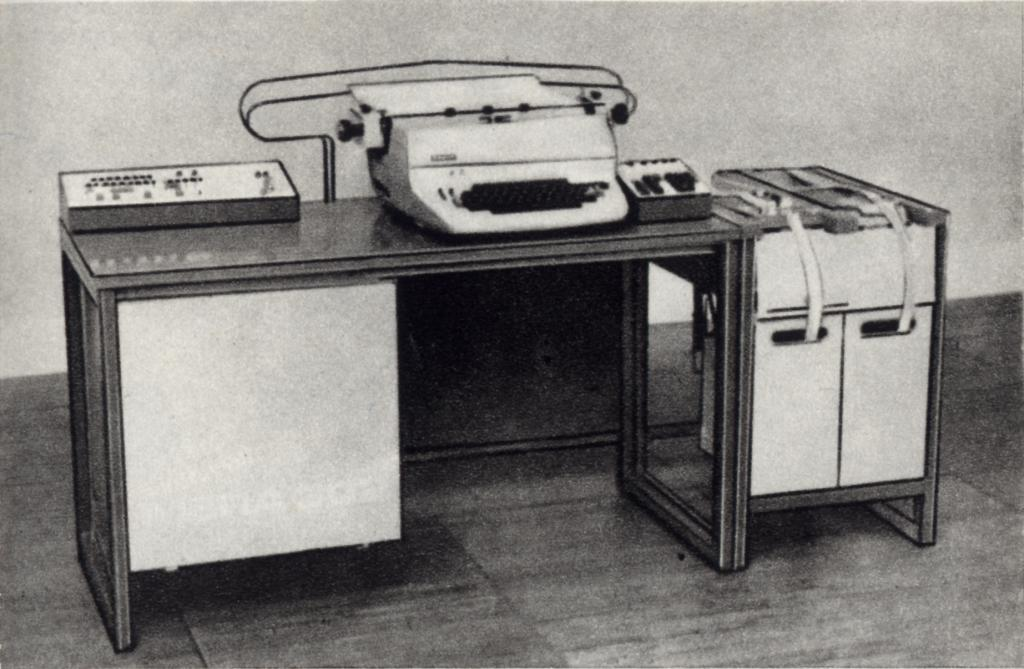
MERA 302, Automat obrachunkowy

Minikomputer – powstały pod koniec lat 50. XX wieku odpowiednik komputera osobistego wykonany na tranzystorach lub układach scalonych małej (SSI) i średniej (MSI) skali integracji. Często był wykonywany jako komputer specjalizowany, np. automat obrachunkowy, analizator widma. Wyróżniał się prostą obsługą, niewielkimi wymiarami, modułową budową i nie wymagał klimatyzacji. Początkowo jednostanowiskowy, w miarę wzrostu mocy obliczeniowej przejmował rolę mniejszych maszyn mainframe.
W 1970 roku New York Times dokonał analizy rynku, w której sugerował definicję minikomputera jako maszyny kosztującej poniżej 25 tys. dolarów, posiadającej urządzenie wejścia-wyjścia takie jak dalekopis oraz minimum 4 tys. słów pamięci operacyjnej, która umożliwia uruchamianie programów napisanych w językach wysokiego poziomu, takich jak FORTRAN i BASIC.
Kiedy w 1971 r. pojawił się układ Intel 4004, pojęcie „minikomputer” zmieniło znaczenie. Tym mianem zaczęto określać urządzenia będące w środkowym zakresie dostarczanej mocy obliczeniowej, czyli między najmniejszymi komputerami klasy mainframe a mikrokomputerami. Współcześnie termin ten jest już rzadko stosowany, został on zastąpiony przez określenie „komputer klasy średniej” (ang. midrange computer), do których można zaliczyć wyższej klasy maszyny SPARC, Power Architecture i systemy bazujące na procesorach Itanium, budowanych przez firmy odpowiednio Oracle, IBM i Hewlett-Packard.
Za pierwszy minikomputer uważa się PDP-1 z 1959 roku. W Polsce pierwszym (niezrealizowanym) projektem minikomputera był ZAM-11 z 1961 roku.
Do rozpowszechnionych maszyn tego typu należały:
- produkowane przez Digital Equipment Corporation minikomputery z serii PDP, w szczególności PDP-11, wytwarzany przez ponad 20 lat;
- seria VAX, również produkcji DEC.

## Dziedzictwo
W XXI wieku minikomputery są kategorią historyczną, a ich historia miała znaczący wpływ na rozwój informatyki. Komputer osobisty posiada cechy, które pierwotnie rozwijano w minikomputerach, zaś popularne systemy operacyjne pochodzą z minikomputerów bezpośrednio, np. Unix, pierwotnie napisany dla minikomputera PDP, albo pośrednio, np. Microsoft Windows NT, nawiązujący do rozwiązań technicznych systemu VMS.

## Polskie minikomputery
- ZAM-11
- K-202
- MOMIK 8b
- PRS-4
- serie:
  - Mera 300
  - Mera 400